# Гордон Мюррей
Ієн Гордон Мюррей, або Маррі (англ. Ian Gordon Murray; нар. 18 червня 1946, Дурбан, Південно-Африканський Союз) — британський інженер і дизайнер. Автор болідів Формули-1 і дорожнього гіперкара McLaren F1, який був найшвидшим серійним автомобілем у світі на момент свого виробництва, і встановив непобитий станом на осінь 2020 рекорд швидкості для серійних автомобілів з атмосферним двигуном.

## Біографія
Народився і виріс у Дурбані, Південна Африка, у сім'ї шотландських емігрантів. У ПАР здобув інженерну освіту і їздив у гонках на боліді власної конструкції. Його батько був мотогонщиком, а згодом готував гоночні автомобілі. У 23 роки він переїхав до Англії, де став технічним директором формульної команди Brabham. Їй він віддав 17 років, заслуживши разом із колективом два кубки конструкторів Ф1. Потім був аналогічний пост у McLaren та три поспіль чемпіонства. У 1990 році Гордон Мюррей залишив перегони, щоб зосередитися на створенні дорожнього суперкара McLaren F1.
У 2007 році Мюррей пішов із McLaren і заснував власне інженерне бюро Gordon Murray Design, яке виконує дизайн та прототипування для зовнішніх замовників.